# Gelbflecken-Fischnatter
Die Gelbflecken-Fischnatter (Fowlea flavipunctata) ist eine Wassernatternart, die in Asien verbreitet ist. Sie gilt als nicht gefährdet.

## Merkmale
Die Gelbflecken-Fischnatter erreicht eine Gesamtlänge von bis zu 99,1 cm bei Weibchen und 78,4 cm bei den kleineren Männchen. Die Körperform ist zylindrisch, wobei der Kopf sich vom Nacken absetzt. Die Augen sind groß.
Die Beschuppung zählt 128–143 ungekielte Ventralia (Bauchschuppen) bei Weibchen und 120–137 bei Männchen sowie 60–83 bzw. 70–91 Subcaudalia. Die Dorsalia (Rumpfschuppen) haben 19–19–17 Reihen, wobei sie in der hinteren Körperhälfte stärker gekielt sind. Der Analschild ist geteilt. Die Kopfschilde zählen 1 Loreale, 1 Praeoculare, 3–4 (selten 2) Postocularia, meist 2 vordere und 2 hintere Temporalia (Schläfenschuppen) sowie meist 10 Infralabialia (Unterlippenschuppen) und 9 Supralabialia (Oberlippenschuppen) von denen in der Regel die vierte und fünfte Schuppe das Auge berühren.
Die Färbung variiert stark und nicht abhängig vom Verbreitungsgebiet. Dorsal reicht die Grundfarbe von olivfarben über braun bis blass- und dunkelgrau. Darauf befinden sich dunkle Flecken, die abwechselnd in 6 bis 7 Reihen angeordnet sind. Diese sind in der vorderen Körperhälfte deutlicher, während sie nach hinten in ein Schachbrettmuster oder eine einfarbige Grundfarbe übergehen. Einige Tiere weisen lateral auch rote oder orangefarbene Flecken auf. Der Kopf hat dieselbe Grundfarbe wie der Rumpf. Die Oberlippen sind heller gefärbt. Je ein schwarzer Streifen verläuft von unter dem Auge und hinter dem Auge schräg nach hinten und unten zum Mund. Im Nacken befindet sich ein in den Mundwinkeln beginnender, nach hinten zeigender, Y-förmiger schwarzer Fleck. Ventral sind die Schuppen weißlich gelb mit dunklen Rändern. Juvenile Tiere sind in der Regel kräftiger gefärbt als adulte Tiere. Ihre Ventralia weisen zudem keine dunklen Ränder auf und die Supralabialia sind dunkler als bei adulten Tieren.

## Lebensweise

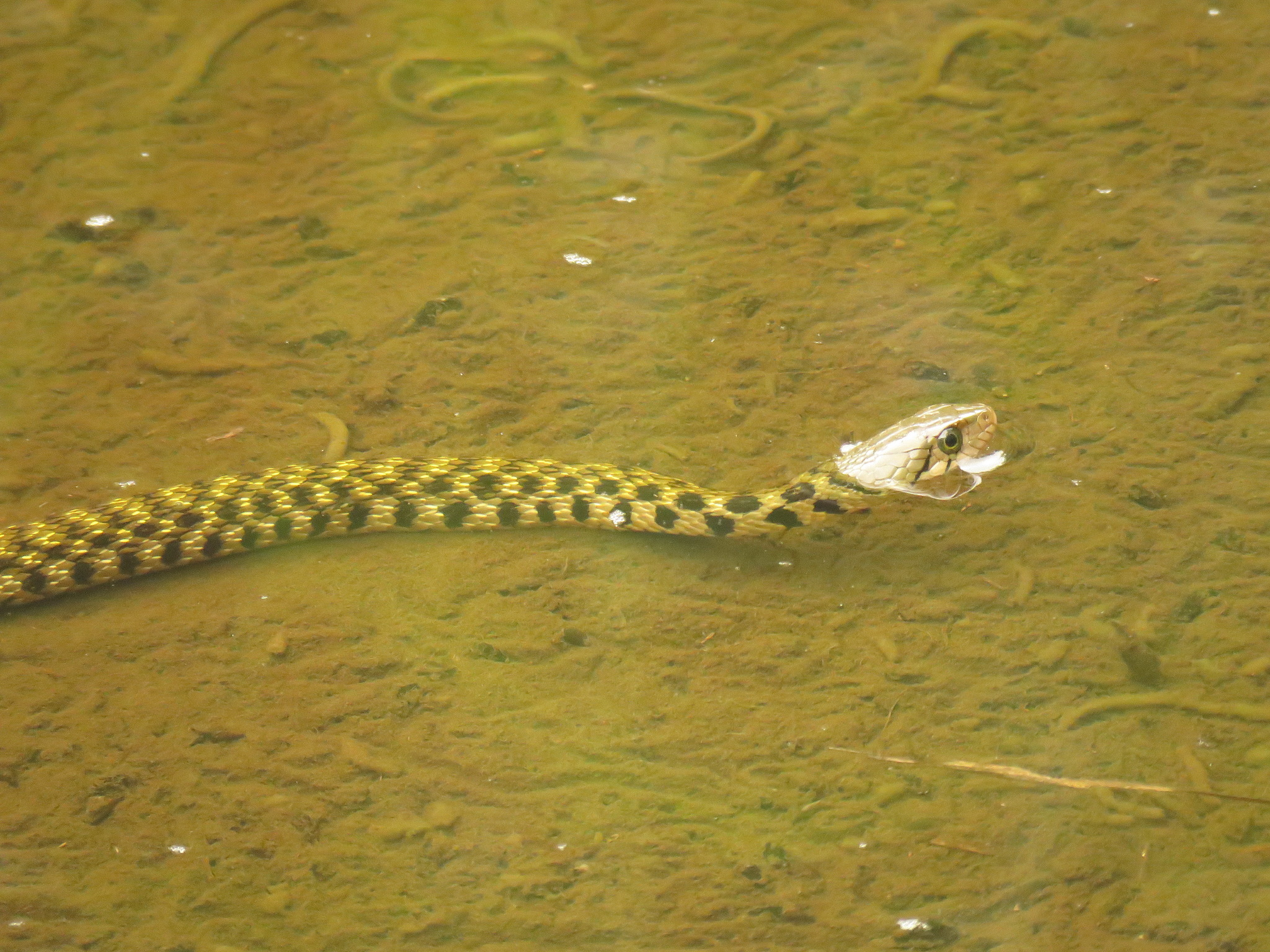
Schwimmende Gelbflecken-Fischnatter in einem Park in Hongkong

Die Gelbflecken-Fischnatter lebt semi-aquatisch und ist tagaktiv. Sie findet sich vor allem im Tiefland in Feuchtgebieten wie Sümpfen, an Seen und langsam fließenden Flüssen. Auch in Reisfeldern tritt sie häufig auf. Ihre Hauptnahrung sind Fische und Frösche. Die Art ist ovipar.

## Verbreitungsgebiet und Gefährdung

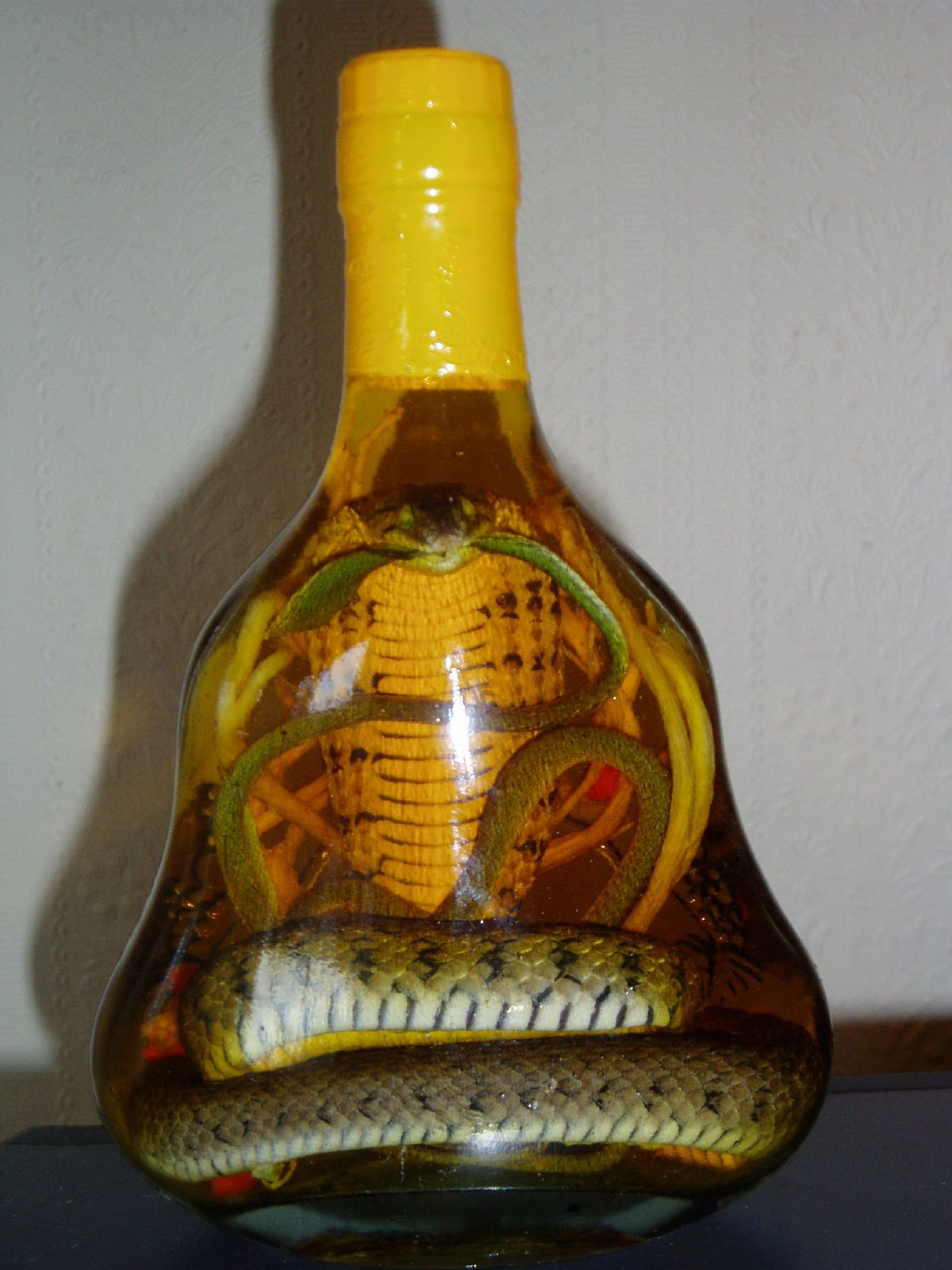
Vietnamesischer Schlangenschnaps – vermutlich mit Gelbflecken-Fischnatter und einer Peitschennatter

Die Gelbflecken-Fischnatter ist in Südostasien bis Ostasien verbreitet. Sie findet sich westlich bis in den Südosten Myanmars, südlich bis Westmalaysia und Singapur und östlich bis Taiwan. In Thailand, Kambodscha, Laos und Vietnam ist sie jeweils im gesamten Land verbreitet. Nach Norden ist sie bis ins südliche China verbreitet. Dort findet sie sich in den Provinzen Anhui, Fujian, Guizhou, Guangdong, Hainan, Hunan, Jiangsu, Jiangxi, Yunnan und Zhejiang sowie in den Autonomen Gebieten Guangxi und Tibet und in Hongkong. In Yunnan, in Myanmar und im Norden von Thailand, Laos und Vietnam kommt die Art sympatrisch mit der Gewöhnlichen Fischnatter (Fowlea piscator) vor.
Die International Union for Conservation of Nature (IUCN) stuft die Art aufgrund ihres großen Verbreitungsgebiets als nicht gefährdet ein und den Populationstrend als stabil.
In Vietnam ist die Gelbflecken-Fischnatter die häufigste für die Herstellung von Schlangenschnaps verwendete Art. Dabei wird die Haut am Nacken oft gedehnt, um sie mehr nach einer Kobra aussehen zu lassen. In China werden Schlangen für ihre Haut und ihr Fleisch gesammelt. Für einen Markt in Guangzhou in der Provinz Guangdong wurde der Handel der Gewöhnlichen Fischnatter im Jahr 1999 auf jährlich 377,7 Tonnen geschätzt. Nach taxonomischen Änderungen ist unklar, welchen Anteil daran die Gelbflecken-Fischnatter hatte, jedoch spricht die Lokalität dafür, dass es sich um diese handelte.

## Taxonomie
Die Art wurde 1860 von dem US-amerikanischen Herpetologen Hallowell als Amphiesma flavipunctatum wissenschaftlich erstbeschrieben. Die Typuslokalität ist Hongkong. Das Artepitheton leitet sich aus den lateinischen Wörtern flavus=gelb und punctatus=gepunktet/gefleckt ab. Die Gelbflecken-Fischnatter wurde lange Zeit als Unterart der Gewöhnlichen Fischnatter betrachtet. Diese wurde der Gattung Natrix und anschließend Xenochrophis zugeordnet. Stand 2023 gehören die Arten nach der Reptile Database zur Gattung Fowlea.